# El Ronquillo
El Ronquillo é um município da Espanha na província de Sevilha, comunidade autónoma da Andaluzia, de área 76 km² com população de 1395 habitantes (2007) e densidade populacional de 17,87 hab/km².

## Demografia
| Variação demográfica do município entre 1991 e 2004 | Variação demográfica do município entre 1991 e 2004 | Variação demográfica do município entre 1991 e 2004 | Variação demográfica do município entre 1991 e 2004 |
| --------------------------------------------------- | --------------------------------------------------- | --------------------------------------------------- | --------------------------------------------------- |
| 1991                                                | 1996                                                | 2001                                                | 2004                                                |
| 1369                                                | 1419                                                | 1351                                                | 1370                                                |